# Владимир Мстиславич (князь берестейский)
Владимир Мстиславич (ок. 1158 — 1170) — князь берестейский. Младший сын Мстислава Изяславича волынского и киевского.

У Мстислава было четыре сына: Роман утверждается во Владимире, Всеволода видим в Бельзе, Святослава и Владимира — в Червне и Берестье.